# Anna Tęczyńska
Anna Tęczyńska z Sienna i  z Goraja   ur. ok. 1370 – polska szlachcianka, marszałkówna. Córka Dymitra z Goraja herbu Korczak i Beaty Mokrskiej z Bożego Daru, (zm. 30 kwietnia 1424).
Rodzeństwo; Katarzyna – żona Dobiesława z Oleśnicy, Elżbieta Szamotulska;
W 1405 poślubiła podstolego krakowskiego, Andrzeja Tęczyńskiego, herbu Topór, syna Jana Tęczyńskiego (kasztelana krakowskiego), (od 1412 r). kasztelana wojnickiego, uczestnika bitwy pod Grunwaldem, (zm. w 1414 r.), któremu wniosła w posagu dobra kraśnickie. Jej synem był Andrzej Tęczyński, starosta kraśnicki, rabsztyński, (zginął 16 lipca 1461 w Krakowie w bójce z mieszczanami).
Długosz twierdzi, że była jedną z przyczyn odstąpienia wojsk spod Malborka w 1410 roku:

ze wszystkich zaś panów nikt więcej i gorliwiej nie doradzał przerwania oblężenia Malborka, niż kasztelan wojnicki Andrzej z Tęczyna. Przeciągnął też większość rycerzy i szlachty na swoją stronę, zaślepiony miłością do córki podskarbiego Królestwa Polskiego Dymitra – Anny z Kraśnika, w której był niezwykle zakochany.